# Coenosia erdosica
Coenosia erdosica este o specie de muște din genul Coenosia, familia Muscidae, descrisă de Tian în anul 2000. Conform Catalogue of Life specia Coenosia erdosica nu are subspecii cunoscute.